# Magliano Romano
Magliano Romano és un comune (municipi) de la ciutat metropolitana de Roma, a la regió italiana del Laci, situat uns 30 km al nord de Roma. L'1 de gener de 2018 tenia 1.397 habitants.
Limita amb els municipis de: Calcata, Campagnano di Roma, Castelnuovo di Porto, Mazzano Romano, Morlupo, Rignano Flaminio i Sacrofano.